# Bim-Bom
Das Bim-Bom war ein polnisches studentisches Theater, das von 1954 bis 1960 in Danzig wirkte. Wie das Studencki Teatr Satyryków in Warschau und das Studencki Teatr Satyry Pstrąg in Łódź wirkte es als Kollektiv und brachte sozialkritische Themen mit politischer Satire auf die Bühne. Ihre Arbeiten beeinflussten das polnische Theater der 1960er- und frühen 1970er-Jahre erheblich.

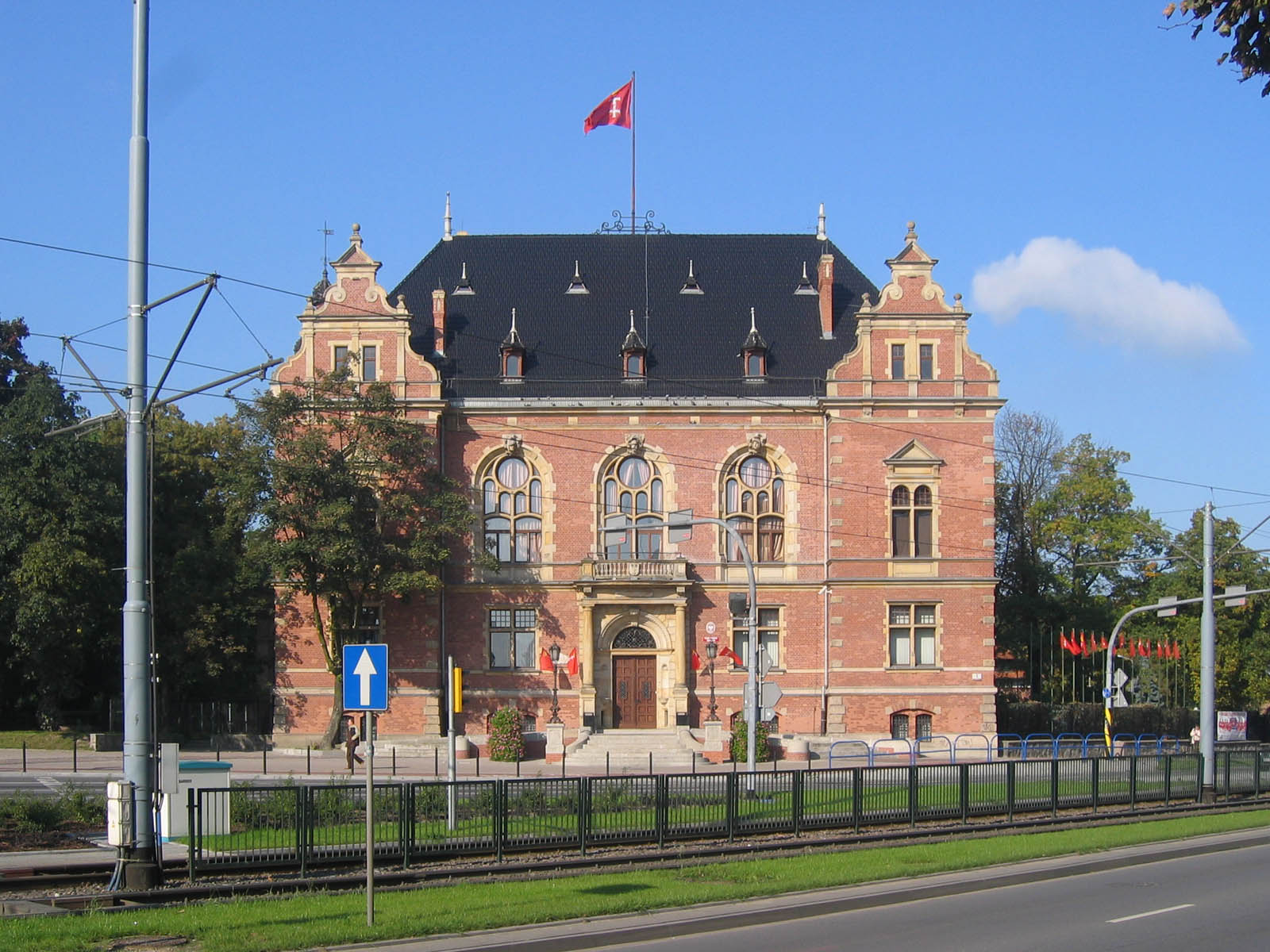
Ehemaliger Sitz des Klub Studentów Wybrzeża Żak

## Geschichte
Das Theater wurde von Studenten der Technischen Universität Danzig gegründet und führte im Herbst 1954 sein erstes Programm auf. Die Schauspieler Zbigniew Cybulski und Bogumił Kobiela wurden 1955 vom Teatr Wybrzeże offiziell beauftragt, die Theatergruppe zu leiten. Kurz darauf schlossen sich Studenten der Staatlichen Kunsthochschule in Danzig, der Hochschule für Wirtschaft in Sopot, der Medizinischen Universität Danzig und der Musikakademie Danzig an. Anfangs hatte das Theater keine feste Spielstätte und trat im Puppentheater Miniatura und der Kammerbühne des Teatr Wybrzeże auf. Ab 1957 spielte es im Klub Studentów Wybrzeża Żak. Daneben nahm es an internationalen Festivals in Rostock, Warschau, Moskau, Wien, Paris, Amsterdam und Rotterdam teil.

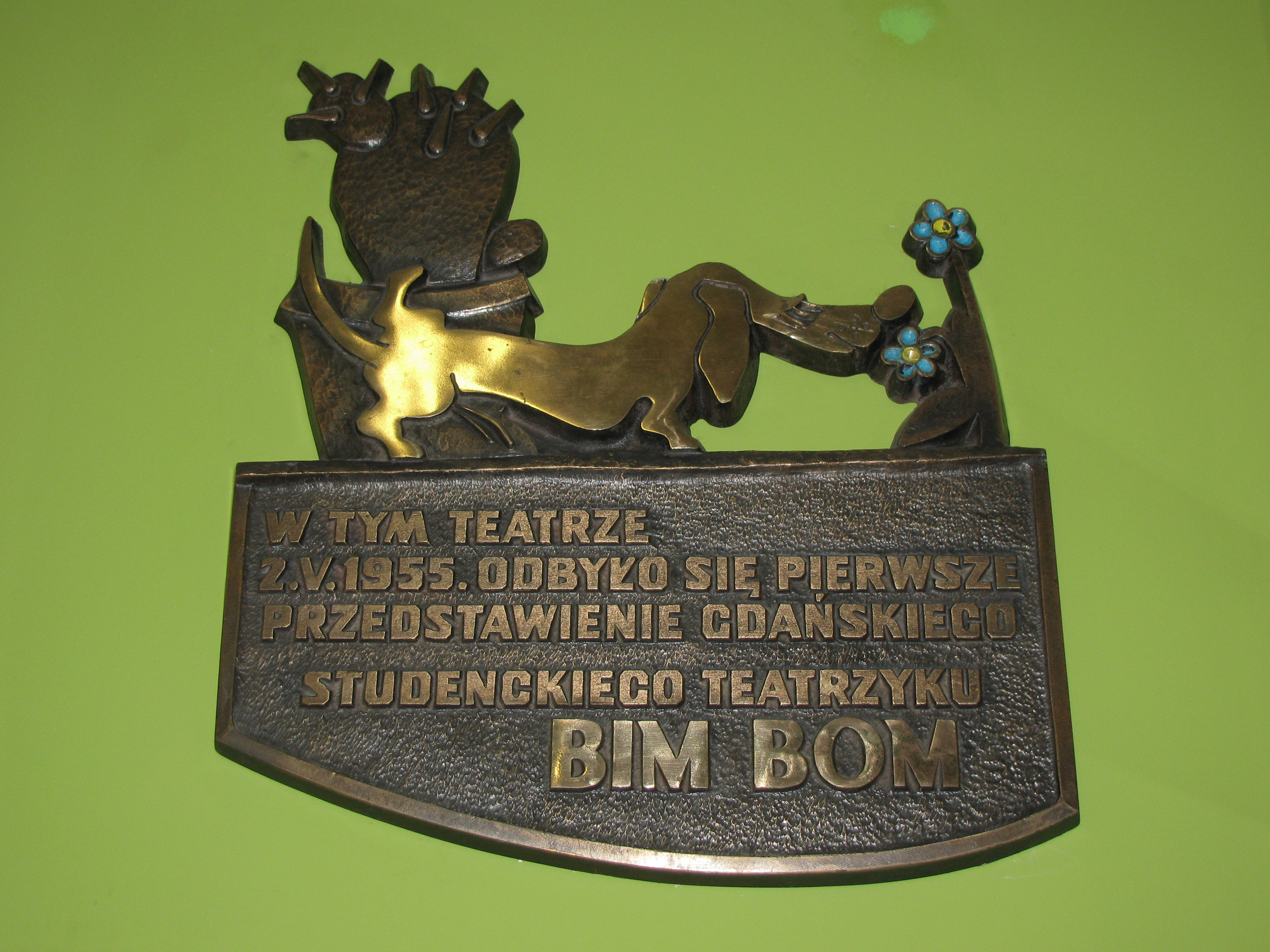
Gedenktafel im Stadttheater Miniatura

Mit dem Theater waren Jerzy Afanasjew, Włodzimierz Bielicki, Tadeusz Chyła, Jacek Fedorowicz, Mieczysław Kochanowski, Edward Pałłasz, Hanna Rytel und Tadeusz Wojtych verbunden.

## Inszenierungen
- 1955: Ahaa
- 1956: Radość poważna
- 1957: Toast
- 1959: Coś by trzeba